# Manchekatte, Chiknayakanhalli
Manchekatte là một làng thuộc tehsil Chiknayakanhalli, huyện Tumkur, bang Karnataka, Ấn Độ.